# Xarxet del Cap
El xarxet del Cap (Anas capensis) és un petit ànec que habita llacs, aiguamolls i llacunes costaneres de dues zones de l'Àfrica subsahariana, des del sud-est de Líbia, el Sudan i Etiòpia fins a Kenya i Tanzània, i des de l'oest de Zàmbia, Namíbia, Botswana, Zimbàbue i Moçambic fins a Sud-àfrica.